# Доходный дом А. С. Хренова (Таврическая улица, 17)
Доходный дом А. С. Хренова — памятник архитектуры. Расположен в Центральном районе Санкт-Петербурга, современный адрес дома — Таврическая улица, 17.
Это здание — первая постройка архитектора (и владельца) в духе раннего модерна, до него для Хренова была характерна поздняя эклектика. Здание построено в 1901—1902 годах с двумя эркерами на симметричном облицованном охристым кирпичом фасаде, между которыми над центральной частью сделано завершение с окнами волнистого контура, вторящего криволинейным выносам карниза. У лопаток и профилей жёсткий рисунок, с ними соседствуют стилизованные изображения цветов и орнаменты. Полуподвальный этаж облицован гранитной щепой, в декоре использованы железные решётки и кронштейны.
В украшении вестибюля использованы круги, параллельные бороздки, львиные маски; кованые перила лестницы — волнообразные стойки с изогнутыми полосами и стилизованными цветами.
Дом перестал быть жилым в 1974 году. После ремонта в нём были размещены архитектурные мастерские ЛенНИИпроекта, позднее — прочие организации.